# Toshimasa Toba
Toshimasa Toba (født 16. juli 1975) er en tidligere japansk fodboldspiller.
Han har spillet for flere forskellige klubber i sin karriere, herunder Mito HollyHock.